# Захсенхаген
Захсенхаген (њем. Sachsenhagen) град је у њемачкој савезној држави Доња Саксонија. Једно је од 38 општинских средишта округа Шаумбург. Према процјени из 2010. у граду је живјело 2.012 становника. Посједује регионалну шифру (AGS) 3257033.

## Географски и демографски подаци
Захсенхаген се налази у савезној држави Доња Саксонија у округу Шаумбург. Град се налази на надморској висини од 55 метара. Површина општине износи 15,5 km². У самом граду је, према процјени из 2010. године, живјело 2.012 становника. Просјечна густина становништва износи 130 становника/km².